# Список померлих 2004 року
Це список значимих людей, що померли 2004 року, упорядкований за датою смерті. Під кожною датою перелік в алфавітному порядку за прізвищем або псевдонімом.
Смерті значимих тварин та інших біологічних форм життя також зазначаються тут.
Типовий запис містить інформацію в такій послідовності:
- Ім'я, вік, країна громадянства і рід занять (причина значимості), встановлена причина смерті і посилання.

Інструменти пошуку в новинах: google [Архівовано 31 грудня 2021 у Wayback Machine.], meta [Архівовано 11 вересня 2015 у Wayback Machine.], yandex.

## Грудень

### 31 грудня
- Жерар Дебре, 83, американський економіст французького походження, спеціаліст із математичної економіки; лауреат Нобелівської премії з економіки 1983 року.
- Приходнюк Олег Михайлович, 63, український археолог, доктор історичних наук, професор, дослідник старожитностей слов'янського часу.

### 28 грудня
- Сьюзен Зонтаґ, 71, американська письменниця, літературний, художній, театральний і кінокритик, лауреат національних і міжнародних премій.

### 27 грудня
- Кірпа Георгій Миколайович, 58, український державний діяч, інженер-транспортник; самогубство.

### 12 грудня
- Павло (Василик) (Василик Павло Якимович), 78, єпископ Української греко-католицької церкви.

## Листопад

### 26 листопада
- Філіпп де Брока, 71, французький кінорежисер, кавалер Ордену Почесного легіону.

### 9 листопада
- Стіґ Ларссон, 50, шведський журналіст і письменник.

### 2 листопада
- Тео ван Гог, 47, голландський кінорежисер, продюсер, колумніст, письменник та актор; вбивство.

## Жовтень

### 9 жовтня
- Жак Дерріда, 74, французький філософ сефардського походження, засновник філософії деконструкції.

### 5 жовтня
- Моріс Вілкінс, 87, британський фізик, кристалограф і молекулярний біолог новозеландського походження, лауреат Нобелівської премії з фізіології і медицини 1962 року.

### 1 жовтня
- Річард Аведон, 81, американський фотограф.

## Вересень

### 24 вересня
- Франсуаза Саган, 69, французька письменниця, драматург.

### 3 вересня
- Андре Стіль, 83, французький письменник, публіцист.

## Травень

### 26 травня
- Вінграновський Микола Степанович, 67, український письменник-шістдесятник, режисер, актор, сценарист та поет.

## Березень

### 10 березня
- Брондуков Борислав Миколайович, 66, радянський та український актор, народний артист України.

## Лютий

### 26 лютого
- Борис Трайковський, 47, другий президент Північної Македонії; загинув в авіакатастрофі.

### 25 лютого
- Долін Володимир Гдаліч, 72, український ентомолог, спеціаліст із жуків-коваликів, палеонтолог, член-кореспондент НАН України.

## Січень

### 10 січня
- Александра Ріплі, 70, американська письменниця.

### 4 січня
- Джоан Айкен, 79, британська поетеса та письменниця.